# Марія Єлизавета Шведська
Шведська принцеса Марія Єлизавета (10 березня 1596, замок Еребру — 7 серпня 1618, замок Броборг) — шведська принцеса, дочка короля Швеції Карла IX і Крістіни Гольштейн-Готторпської, а за шлюбом — герцогиня Естерґетландська.

## Біографія
Марія Єлизавета виховувалася разом зі своїм братом Густавом Адольфом і двоюрідним братом Юганом, герцогом Фінляндським. Їй дали гарну освіту, її навчали Йоганнес Буреус та Йохан Скітте. Повідомляється, що вона була доброю ученицею, захоплювалася літературою і листувалася зі своїм учителем Йоханом Скітте латиною у віці десяти років.

### Шлюб
У 1610 році Марія Єлизавета була заручена за свого двоюрідного брата, принца Швеції Югана, герцьога Естерйотландського. Причина для шлюбу була політична і влаштована матір'ю нареченої, королевою Крістіною. Юган був сином колишнього короля Швеції Югана III і мав права на престол, які перевищували права батька Марії Єлизавети. Хоча він відмовився від цих прав і не був амбітною людиною, існували побоювання, що він може стати загрозою, якщо одружиться з іноземною принцесою.
Весілля зустріло протидію з боку духовенства, яке скаржилося як на близькі стосунки між нареченим та нареченою, що не відповідало Шведському церковному указу 1571 року, так і на те, що про це не консультувалися, але їх заставила замовкнути королева Крістіна, яка заявила, що це питання світське.
29 листопада 1612 року, у віці шістнадцяти років, принцеса Марія Єлизавета відсвяткувала своє весілля з герцогом Естерйотландським у королівському палаці Три корони у Стокгольмі.
Герцог і герцогиня влаштували розкішний двір у своїх резиденціях у замках Вадстена та Броборг у Герцогстві Естерйотланд. Шлюб описують як нещасливий, і Марія Єлизавета звинувачувала свою матір у тому, що вона влаштувала це дійство. Повідомляється, що жоден із подружжя не був емоційно залучений або щасливий від шлюбу, і вважалося, що це негативно вплинуло на їхнє здоров’я.
З 1613 року герцог Юган страждав від депресії, що наростала, а з літа наступного року Марія Єлизавета переживала періоди божевілля, «від яких вона лише періодично відновлювала свої сили, що залишилися». У періоди божевілля вона іноді втрачала здатність говорити, і її тримали під охороною, оскільки були побоювання, що вона спробує покінчити життя самогубством. Кажуть, що королева Крістіна пошкодувала, що влаштувала шлюб. Хвороба доньки викликала велике занепокоєння, і мати часто її відвідувала її в герцогстві. Брат герцогині, король Густав Адольф, часто посилав свого особистого королівського лікаря, щоб її відвідати.

### Полювання на відьом
Королівське подружжя правила в своєму герцогстві цілком незалежно. Юган мав право видавати нові закони, і Марія Єлизавета, очевидно, мала вплив на його правління. За шість років, які вони прожили разом в Естерйотланді, в герцогстві велося полювання на відьом, відповідальними за яке вважаються вони, а зокрема Марія Єлизавета.

Так. у Седерчепінгу стратили жінку після того, як її звинуватили в накланні чар на королівське подружжя. Дуже активним у цій справі був особистий священик Марії Єлизавети Клавдій Пріц. Герцог видав новий закон, який спростив суд і страту відьом, що призвело до суду над відьмами Фіншпанг;
«Дві злі й відомі чарівниці, яких їхня милість герцог Юган та його благородна дружина Марія Єлизавета знищили за словом Божим, були спалені в місці, яке називається Скогбі-вад».
У 1617 році у Фіншпанзі було страчено сім жінок. Після цього у Швеції було мало судів над відьмами. Коли спалахнуло велике божевілля відьом у 1668–1676 роках, полювання на відьом 1610-х років в Естерйотланді згадали і вказали як попереджувальний приклад тими, хто скептично ставився до віри у відьом. Лорд верховний стюард Пер Браге попереджав:
«Бути суворим із постраждалими, оскільки вони вірять у занадто багато, що не є реальним, і страти, лише посилить це, як це сталося за часів герцога Югана», і: «Прем’єр-міністру нагадали про принцесу герцога Югана. Почала палити, і врешті не знайшлося дружини, яку б не звинуватили»  .
Десять таких страт підтверджено. Після смерті Марії Єлизавети полюванням на відьом було покладено на край.

### Смерть
5 березня 1618 року вона овдовіла, коли герцог Юган помер у Броборзі. Принцесі Марії Єлизаветі було 22 роки, і вона пішла на пенсію в замок Стегеборг .
Вона померла бездітною «від своєї довічної хвороби» всього через п’ять місяців після свого чоловіка; за словами королівського капелана Петруса Бьюгга, смерть стала для неї полегшенням. Її поховали поруч зі своїм чоловіком у соборі Лінчепінгу в січні 1619 року.